# Ramazan Emeev
Ramazan Dadaevich Emeev (ruso: Рамазан Дадаевич Эмеев; 20 de mayo de 1987, República Autónoma Socialista Soviética de Daguestán, Rusia) es un artista marcial mixto ruso. Es campeón mundial de sambo de combate y actualmente lucha en la división de peso wélter de Ultimate Fighting Championship. Es un antiguo campeón de peso medio de M-1 Global.

## Antecedentes
Nació el 20 de mayo de 1987 en el pueblo de Dylym, distrito de Kazbekovsky, Daguestán, Unión Soviética, en el seno de una familia musulmana suní devota de origen avar. Comenzó a entrenarse en lucha libre olímpica a los 6 años con Ali Iskhakov. En 2004 estudió en la Universidad Estatal de Economía Nacional de Daguestán. En 2005 entró en el club de MMA Gorets bajo la dirección de Musail Alaudinov y Shamil Alibatyrov. Ganó el Campeonato Nacional de Pancracio de Daguestán en 2009 y el título mundial de sambo de combate.

## Carrera en las artes marciales mixtas

### M-1 Global
En M-1 Global tiene un récord de 9-1 y fue campeón de peso medio, venció al veterano de Bellator MMA Vyacheslav Vasilevsky, Mario Miranda, Luigi Fioravanti, Maiquel Falcao y Anatoly Tokov.

### Ultimate Fighting Championship
Firmó su contrato con la UFC el 28 de mayo de 2017.
Se esperaba que se enfrentara a Trevor Smith el 21 de octubre de 2017 en UFC Fight Night: Cerrone vs. Till. Sin embargo, Smith se retiró del combate el 6 de octubre y fue sustituido por Sam Alvey. En el pesaje, Alvey no alcanzó el límite de peso medio de 185 libras, llegando a las 189 libras. Como resultado, su combate con Alvey fue cambiado a un peso acordado y Alvey fue multado con el 20% de su bolsa. Ganó el combate por decisión unánime.
Se enfrentó a Alberto Mina en el combate de peso wélter el 12 de mayo de 2018 en UFC 224. Ganó el combate por decisión unánime.
Se esperaba que se enfrentara a Cláudio Silva el 15 de septiembre de 2018 en UFC Fight Night: Hunt vs. Oleinik. Sin embargo, Silva se retiró del combate a principios de septiembre alegando una lesión lumbar. Se enfrentó finalmente al recién llegado a la promoción Stefan Sekulić. Ganó el combate por decisión unánime.
Tenía previsto enfrentarse a Michel Prazeres en UFC Fight Night: Błachowicz vs. Santos. Sin embargo, el 4 de febrero de 2019 se informó que se retiró del combate, citando una lesión.
Un combate con Cláudio Silva fue reprogramado y se esperaba que tuviera lugar el 3 de agosto de 2019 en UFC on ESPN: Covington vs. Lawler. A su vez, fue retirado de este evento debido a supuestos problemas de visa, que restringían su viaje a los Estados Unidos. Fue sustituido por el recién llegado a la promoción Cole Williams.
Se enfrentó a Anthony Rocco Martin el 9 de noviembre de 2019 en UFC Fight Night: Magomedsharipov vs. Kattar. Perdió el combate por decisión unánime.
Estaba programado para enfrentarse a Tim Means el 15 de febrero de 2020 en UFC Fight Night: Anderson vs. Błachowicz 2. Sin embargo, Emeev fue retirado del combate a finales de enero por razones no reveladas y sustituido por Daniel Rodriguez (peleador)|Daniel Rodriguez.
Tenía previsto enfrentarse a Shavkat Rakhmonov el 26 de julio de 2020 en UFC on ESPN: Whittaker vs. Till. Sin embargo, el 3 de julio de 2020 se informó de que Rakhmonov se vio obligado a retirarse del combate debido a una lesión y fue sustituido por Niklas Stolze. Ganó el combate por decisión unánime.
Se enfrentó a David Zawada el 16 de enero de 2021 en UFC on ABC: Holloway vs. Kattar. Ganó el combate por decisión dividida.
Estaba programado para enfrentarse a Warlley Alves el 26 de junio de 2021 en UFC Fight Night: Gane vs. Volkov. Sin embargo, se retiró a mediados de junio por razones no reveladas, y fue sustituido por el recién llegado a la promoción Jeremiah Wells.
Se enfrentó a Danny Roberts el 16 de octubre de 2021 en UFC Fight Night: Ladd vs. Dumont. Perdió el combate por decisión dividida. 10 de los 12 medios de comunicación calificaron el combate como una victoria para Emeev.

## Campeonatos y logros

### Artes marciales mixtas
- M-1 Global
  - Campeonato de Peso Medio de M-1 Challenge (dos veces)

## Récord en artes marciales mixtas
| Resultado | Récord | Oponente              | Método                                    | Evento                                      | Fecha                    | Ronda | Tiempo | Localización      | Notas                                                            |
| --------- | ------ | --------------------- | ----------------------------------------- | ------------------------------------------- | ------------------------ | ----- | ------ | ----------------- | ---------------------------------------------------------------- |
| Derrota   | 20-5   | Danny Roberts         | Decisión (dividida)                       | UFC Fight Night: Ladd vs. Dumont            | 16 de octubre de 2021    | 3     | 5:00   | Las Vegas, Nevada |                                                                  |
| Victoria  | 20-4   | David Zawada          | Decisión (dividida)                       | UFC on ABC: Holloway vs. Kattar             | 16 de enero de 2021      | 3     | 5:00   | Abu Dhabi         |                                                                  |
| Victoria  | 19-4   | Niklas Stolze         | Decisión (unánime)                        | UFC on ESPN: Whittaker vs. Till             | 26 de julio de 2020      | 3     | 5:00   | Abu Dhabi         |                                                                  |
| Derrota   | 18-4   | Anthony Rocco Martin  | Decisión (unánime)                        | UFC Fight Night: Magomedsharipov vs. Kattar | 9 de noviembre de 2019   | 3     | 5:00   | Moscú             |                                                                  |
| Victoria  | 18-3   | Stefan Sekulić        | Decisión (unánime)                        | UFC Fight Night: Hunt vs. Oliynyk           | 15 de septiembre de 2018 | 3     | 5:00   | Moscú             |                                                                  |
| Victoria  | 17-3   | Alberto Mina          | Decisión (unánime)                        | UFC 224                                     | 12 de mayo de 2018       | 3     | 5:00   | Río de Janeiro    | Debut en el peso wélter.                                         |
| Victoria  | 16-3   | Sam Alvey             | Decisión (unánime)                        | UFC Fight Night: Cerrone vs. Till           | 21 de octubre de 2017    | 3     | 5:00   | Gdansk            | Combate de peso acordado (189 libras); Alvey no alcanzó el peso. |
| Victoria  | 15-3   | Anatoly Tokov         | Decisión (mayoritaria)                    | M-1 Challenge 73: Battle of Narts           | 9 de diciembre de 2016   | 3     | 5:00   | Nazrán            | Defendió el Campeonato Mundial de Peso Medio M-1.                |
| Victoria  | 14-3   | Maiquel Falcão        | Sumisión (estrangulamiento por detrás)    | M-1 Challenge 65: Emeev vs. Falcão          | 8 de abril de 2016       | 1     | 2:50   | San Petersburgo   | Defendió el Campeonato Mundial de Peso Medio M-1.                |
| Victoria  | 13-3   | Luigi Fioravanti      | TKO (parada médica)                       | M-1 Challenge 63: Puetz vs. Nemkov 2        | 4 de diciembre de 2015   | 4     | 5:00   | San Petersburgo   | Defendió el Campeonato Mundial de Peso Medio M-1.                |
| Victoria  | 12-3   | Vyacheslav Vasilevsky | Sumisión (estrangulamiento por detrás)    | M-1 Challenge 56                            | 10 de abril de 2015      | 1     | 1:48   | Moscú             | Ganó el Campeonato Mundial de Peso Medio M-1.                    |
| Derrota   | 11-3   | Vyacheslav Vasilevsky | TKO (puñetazos)                           | M-1 Challenge 51: Fightspirit               | 7 de septiembre de 2014  | 4     | 4:34   | San Petersburgo   | Perdió el Campeonato Mundial de Peso Medio M-1.                  |
| Victoria  | 11-2   | Mario Miranda         | KO (rodillazo y puñetazos)                | M-1 Challenge 38: Spring Battle             | 9 de abril de 2013       | 3     | 0:21   | San Petersburgo   | Defendió el Campeonato Mundial de Peso Medio M-1.                |
| Victoria  | 10-2   | Mario Miranda         | Decisión (unánime)                        | M-1 Challenge 35: Emelianenko vs. Monson    | 15 de noviembre de 2012  | 5     | 5:00   | San Petersburgo   | Ganó el Campeonato Mundial de Peso Medio M-1.                    |
| Victoria  | 9-2    | Albert Duraev         | KO (puñetazos)                            | M-1 Global: Fedor vs. Rizzo                 | 21 de junio de 2012      | 1     | 1:36   | San Petersburgo   |                                                                  |
| Victoria  | 8-2    | Ruslan Nadzhafaliev   | Sumisión (estrangulamiento por detrás)    | M-1 Challenge 29: Samoilov vs. Miranda      | 19 de noviembre de 2011  | 2     | 2:50   | Ufá               |                                                                  |
| Victoria  | 7-2    | Murad Magomedov       | Decisión (unánime)                        | M-1 Challenge 25: Zavurov vs. Enomoto       | 28 de abril de 2011      | 3     | 5:00   | San Petersburgo   |                                                                  |
| Victoria  | 6-2    | Andrei Ogorodniy      | Sumisión (barra de brazo)                 | ProFC: Union Nation Cup 13                  | 13 de febrero de 2011    | 1     | 1:36   | Járkov            |                                                                  |
| Victoria  | 5-2    | Artur Kadlubek        | Decisión (unánime)                        | ProFC: Union Nation Cup 12                  | 22 de enero de 2011      | 2     | 5:00   | Tiflis            |                                                                  |
| Victoria  | 4-2    | Denis Gunich          | Sumisión (estrangulamiento por detrás)    | ProFC: Union Nation Cup 11                  | 25 de diciembre de 2010  | 1     | 2:30   | Nálchik           |                                                                  |
| Derrota   | 3-2    | Mukhamed Aushev       | Decisión (unánime)                        | ProFC: Union Nation Cup 9                   | 22 de octubre de 2010    | 2     | 5:00   | Ginebra           |                                                                  |
| Victoria  | 3-1    | Artem Grishaev        | Sumisión (barra de brazo)                 | LM Tournament 3                             | 18 de septiembre de 2010 | 1     | 0:23   | Lípetsk           |                                                                  |
| Victoria  | 2-1    | Alexei Nazarov        | Decisión (unánime)                        | Warrior Glory                               | 17 de julio de 2010      | 3     | 5:00   | Volgogrado        |                                                                  |
| Derrota   | 1-1    | Ali Bagov             | Sumisión (estrangulamiento por triángulo) | Global Battle                               | 24 de octubre de 2009    | 1     | 1:30   | Perm              |                                                                  |
| Victoria  | 1-0    | Maxim Lunegov         | Sumisión (estrangulamiento por detrás)    | Global Battle                               | 24 de octubre de 2009    | 1     | 1:47   | Perm              |                                                                  |